# Франциск Скарина
Франциск Скарина (блр. Францыск Скарына; Полоцк, око 1490 – Праг, око 1551) био је белоруски учитељ, лекар, један од првих преводиоца Библије на ћирилици у источној Европи, пионир у издаваштву, утемељитељ белоруског књижевног језика и белоруске културе.
Потиче из трговачке породице у тада литванском, а данас белоруском граду Полоцку. Студирао је на универзитету у Кракову и докторирао медицину на универзитету у Падови.
Године 1517. у Прагу је започео објављивати властити превод Библије на црквенословенским језиком у ком је било много примеса народног језика, којим су тада говорили Белоруси. Тада још није постојао службени белоруски језик, а овај превод Библије је много утицао на његов развој и појаву других књига на белоруском језику. Његов превод Библије је један од првих превода Библије штампаних на ћирилици, али не и први.
У Вилњусу је основао прву штампарију на том подручју 1522. године. Прва штампана књига био је приручник за путовања. Ускоро се штампарија затворила, а Скарина је остатак живота провео као лекар Фердинанда I који је био и аустроугарски краљ.
По Франциску Скарини названа је једна од главних улица у Минску, главном граду Белорусије. Њему у част постоје Ред и Медаља за посебне заслуге. По њему су назване многе културне институције у Белорусији, као и белоруска библиотека у Лондону.